# Satyrium kermesinum
Satyrium kermesinum är en orkidéart som beskrevs av Friedrich Fritz Wilhelm Ludwig Kraenzlin. Satyrium kermesinum ingår i släktet Satyrium och familjen orkidéer. Inga underarter finns listade i Catalogue of Life.